# LOT Polish Airlines
LOT Polish Airlines, legalmente costituita come Polskie Linie Lotnicze LOT SA, è la compagnia aerea di bandiera della Polonia. Fondata nel 1928, LOT è stata un membro fondatore della IATA e rimane una delle compagnie aeree più antiche del mondo ancora operativa. Con una flotta di più di 80 aeromobili nel 2025, LOT Polish Airlines è il 18° operatore più grande in Europa con oltre 120 destinazioni in Europa, Asia e Nord America.
La compagnia è stata fondata il 29 dicembre 1928 dal governo polacco durante la Seconda Repubblica Polacca come società a responsabilità limitata con autogoverno, rilevando le compagnie aeree nazionali esistenti di Aerolot (fondata nel 1922) e Aero (fondata nel 1925) e iniziò le operazioni il 1º gennaio 1929. I primi aerei utilizzati da LOT furono Junkers F 13 e Fokker F.VII e il primo servizio internazionale fu inaugurato per Vienna, Austria, a partire dal 2 agosto 1929.
La maggior parte delle destinazioni proviene dal suo hub all'aeroporto Chopin di Varsavia. Dal 2018, LOT mantiene un hub internazionale secondario presso l'aeroporto di Budapest-Ferihegy in Ungheria, dove opera voli di linea regolari per New York e Seul. LOT Charters è una consociata interamente controllata della compagnia aerea che offre voli charter utilizzando la flotta principale di LOT per conto dei tour operator polacchi. LOT è membro di Star Alliance dal 2003.

## Storia

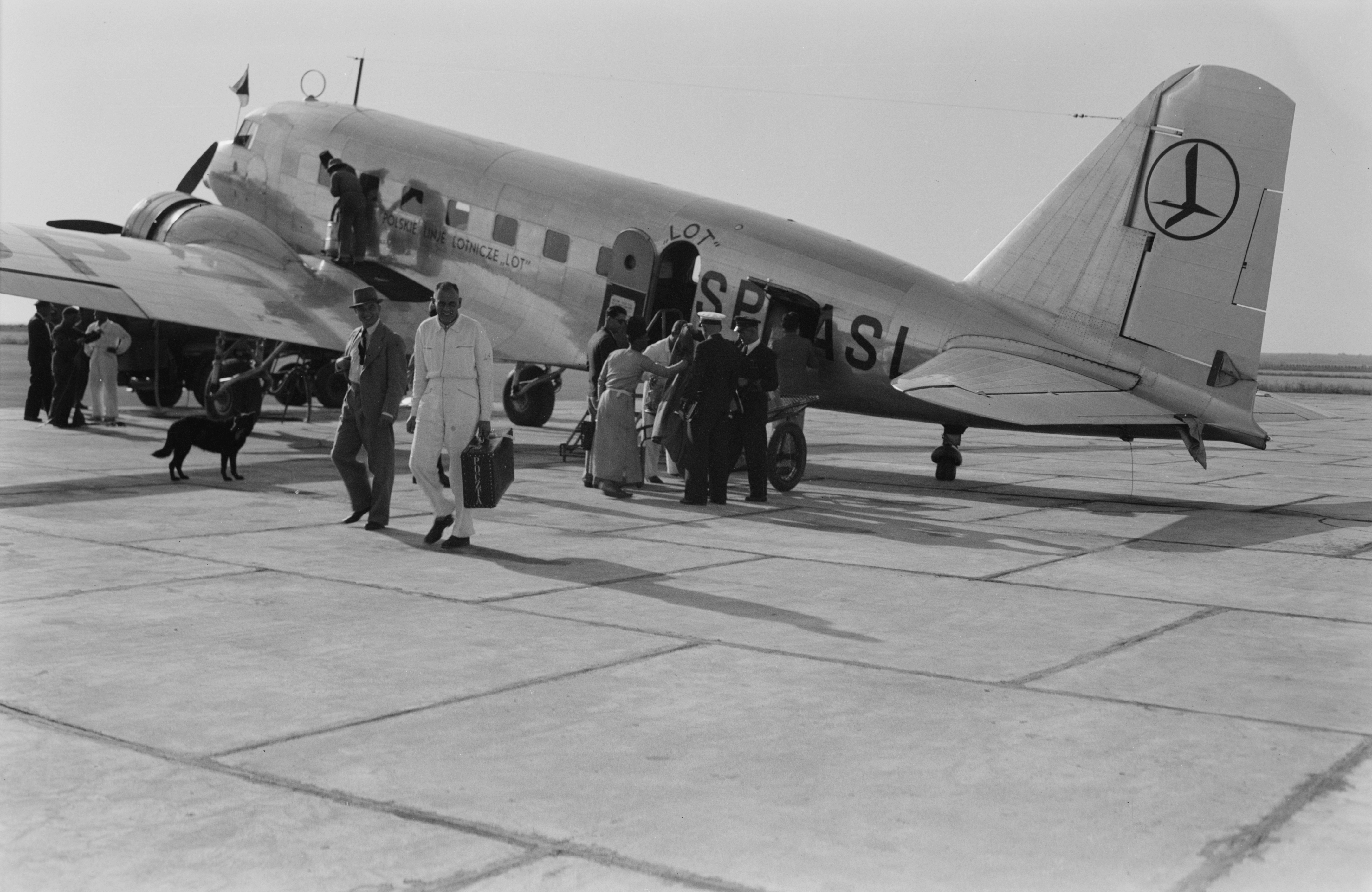
Un DC-2 della compagnia visto prima dello scoppio della guerra.

### Costituzione e attività fino al 1939
Quando la compagnia aerea fu fondata nel 1928, il Tesoro di Stato deteneva l'86% di azioni, il resto apparteneva alla provincia della Slesia e alla città di Poznań. All'inizio degli anni trenta, oltre ai servizi esistenti da Varsavia a Cracovia, Poznań, Danzica e Leopoli, fu introdotto un nuovo servizio per Bydgoszcz e Katowice. Nel 1932, LOT iniziò a volare verso Vilnius. Fu a questo punto che il famoso logo di LOT (progettato da un artista di Varsavia, Tadeusz Gronowski, e ancora in uso oggi) è stato scelto come vincitore del concorso di design per il logo della compagnia aerea.
Nel 1931, la gru e il logo di Gronowski furono ufficialmente riconosciuti dalla dirigenza aziendale come l'emblema di LOT Polish Airlines e nello stesso anno fu lanciato il primo volo internazionale lungo la rotta Varsavia-Leopoli-Černivci-Bucarest. Negli anni successivi seguirono servizi per Berlino, Atene, Helsinki e Budapest. Nel 1939 le linee furono estese a Beirut, Roma, Copenaghen, raggiungendo 10.250 km di percorsi. Douglas DC-2, Lockheed Model 10A Electra e Model 14H Super Electra si unirono alla flotta rispettivamente nel 1935, 1936 e 1938 (al suo apice, LOT aveva 10 Lockheed 10, 10 Lockheed 14, 3 DC-2 e 1 Ju 52 /3 mg). Vennero testati diversi progetti di aeromobili polacchi, ma furono acquisiti solo alcuni PWS-24 monomotore. Nel 1934, dopo cinque anni di attività con il nome LOT, la compagnia aerea ricevette nuove sedi, strutture tecniche, hangar, officine e magazzini situati nel nuovo e moderno aeroporto di Varsavia-Okęcie. Ciò costituiva un trasferimento dalla precedente base della compagnia aerea a Pole Mokotowskie poiché in questo aeroporto era diventato impossibile operare in sicurezza a causa del modo in cui era stato gradualmente assorbito dalle aree urbane e residenziali periferiche di Varsavia.
Nel 1938, in seguito alla riforma dell'ortografia polacca, LOT cambiò nome da Polskie Linje Lotnicze 'LOT' a Polskie Linie Lotnicze 'LOT'. Nello stesso anno, un volo transatlantico da Los Angeles via Buenos Aires, Natal, Dakar a Varsavia, volto a giudicare la fattibilità dell'introduzione del servizio passeggeri sulla rotta Polonia-Stati Uniti, venne effettuato da un equipaggio di LOT. La compagnia aerea aveva trasportato 218.000 passeggeri prima della guerra. Nel 1939 c'erano 697 dipendenti, di cui 25 piloti. I servizi furono sospesi dopo lo scoppio della seconda guerra mondiale il 1º settembre 1939 e durante la successiva occupazione tedesca; la maggior parte degli aerei di LOT furono evacuati in Romania, due negli stati baltici e tre L-14H in Gran Bretagna. Tredici aerei di linea, che erano arrivati in Romania, furono successivamente sequestrati dal governo rumeno. Per tutta la durata della seconda guerra mondiale, la compagnia aerea sospese le operazioni.

### Gli anni della Repubblica Popolare Polacca

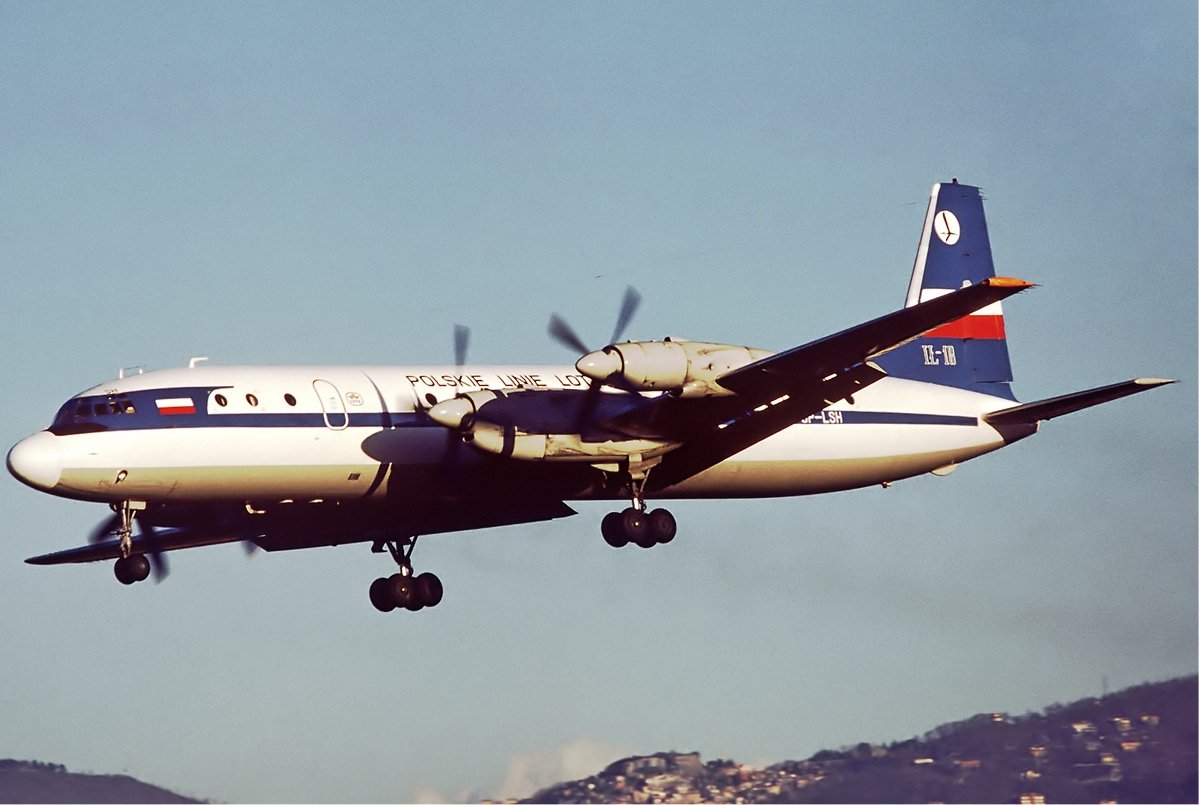
Un Ilyushin Il-18 in atterraggio a Roma-Ciampino nel 1977.

Dopo l'occupazione sovietica della Polonia, dall'agosto 1944 al dicembre 1945 l'aeronautica militare polacca mantenne il trasporto di base nel paese; dal marzo 1945 c'erano rotte regolari mantenute dal Dipartimento dell'Aviazione Civile dell'Aeronautica Militare. Il 10 marzo 1945, il governo polacco ricreò la compagnia aerea LOT come impresa statale (Przedsiębiorstwo Państwowe Polskie Linie Lotnicze 'LOT'). Nel 1946, sette anni dopo la sospensione dei servizi, la compagnia riprese le operazioni dopo aver ricevuto dieci Lisunov Li-2T di costruzione sovietica, poi altri Li-2P e nove Douglas C-47. Sia i servizi nazionali che quelli internazionali ripresero quell'anno, prima a Berlino, Parigi, Stoccolma e Praga. Nel 1947 furono aggiunte rotte per Bucarest, Budapest, Belgrado e Copenaghen. Cinque moderni SE.161 si unirono alla flotta per un breve periodo nel 1947-1948, seguiti da cinque Ilyushin Il-12B nel 1949; alcuni Ilyushin Il-14 seguirono poi nel 1955–1957. Dopo la fine dello stalinismo in Polonia furono acquisiti pochi aerei occidentali; cinque Convair 240 nel 1957 e tre Vickers Viscount nel 1962 si rivelarono gli ultimi fino agli anni novanta. Successivamente, la composizione della flotta della compagnia aerea si spostò esclusivamente su aeromobili di produzione sovietica. Solo nel 1955 LOT inaugurò i servizi per Mosca, centro del mondo marxista-leninista, e per Vienna. I servizi per Londra e Zurigo non furono ristabiliti fino al 1958 e per Roma fino al 1960.

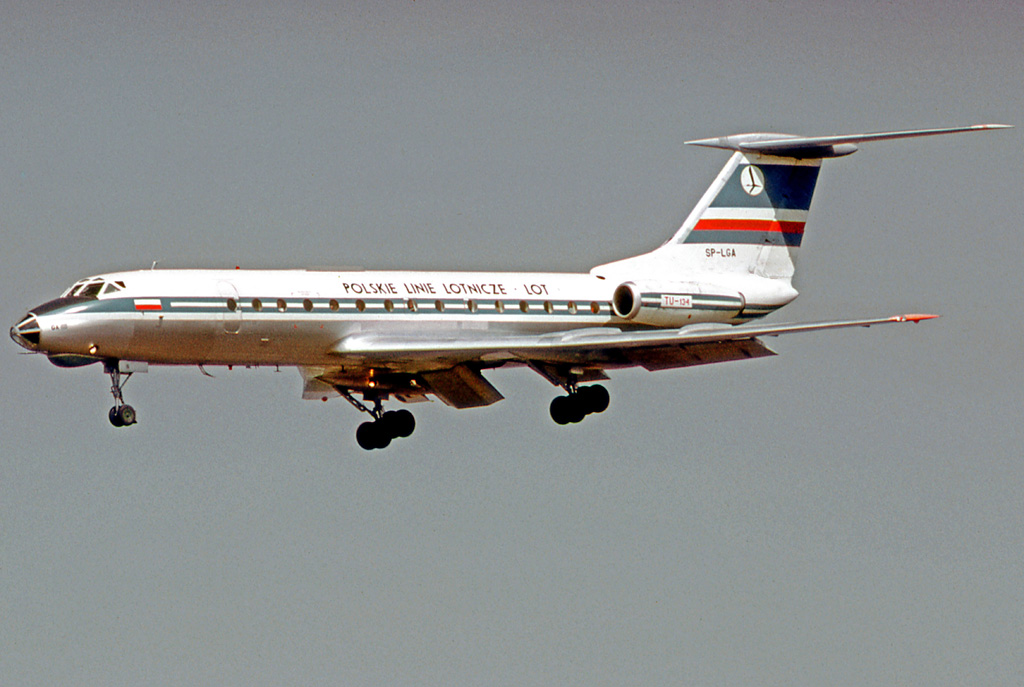
Un Tu-134 a Francoforte nel 1974.

Nove Ilyushin Il-18 furono introdotti nel giugno 1961, portando alla creazione di rotte verso l'Africa e il Medio Oriente, e nel 1963 LOT ampliò le sue rotte per servire Il Cairo. Negli anni settanta furono aggiunte linee verso Baghdad, Beirut, Bengasi, Damasco e Tunisi. Gli Antonov An-24 furono consegnati nell'aprile 1966 (20 esemplari, su rotte nazionali), seguiti dai Tupolev Tu-134 nel novembre 1968 (che coincise con l'apertura di un nuovo terminal Internazionale all'aeroporto Okęcie di Varsavia). I Tu-134 venivano operati su rotte europee. Gli Ilyushin Il-62 inaugurarono le prime rotte transatlantiche nella storia del trasporto aereo polacco a Toronto nel 1972 e a New York nel 1973. LOT iniziò i servizi sulla sua prima destinazione dell'Estremo Oriente Bangkok via Dubai e Mumbai nel 1977.

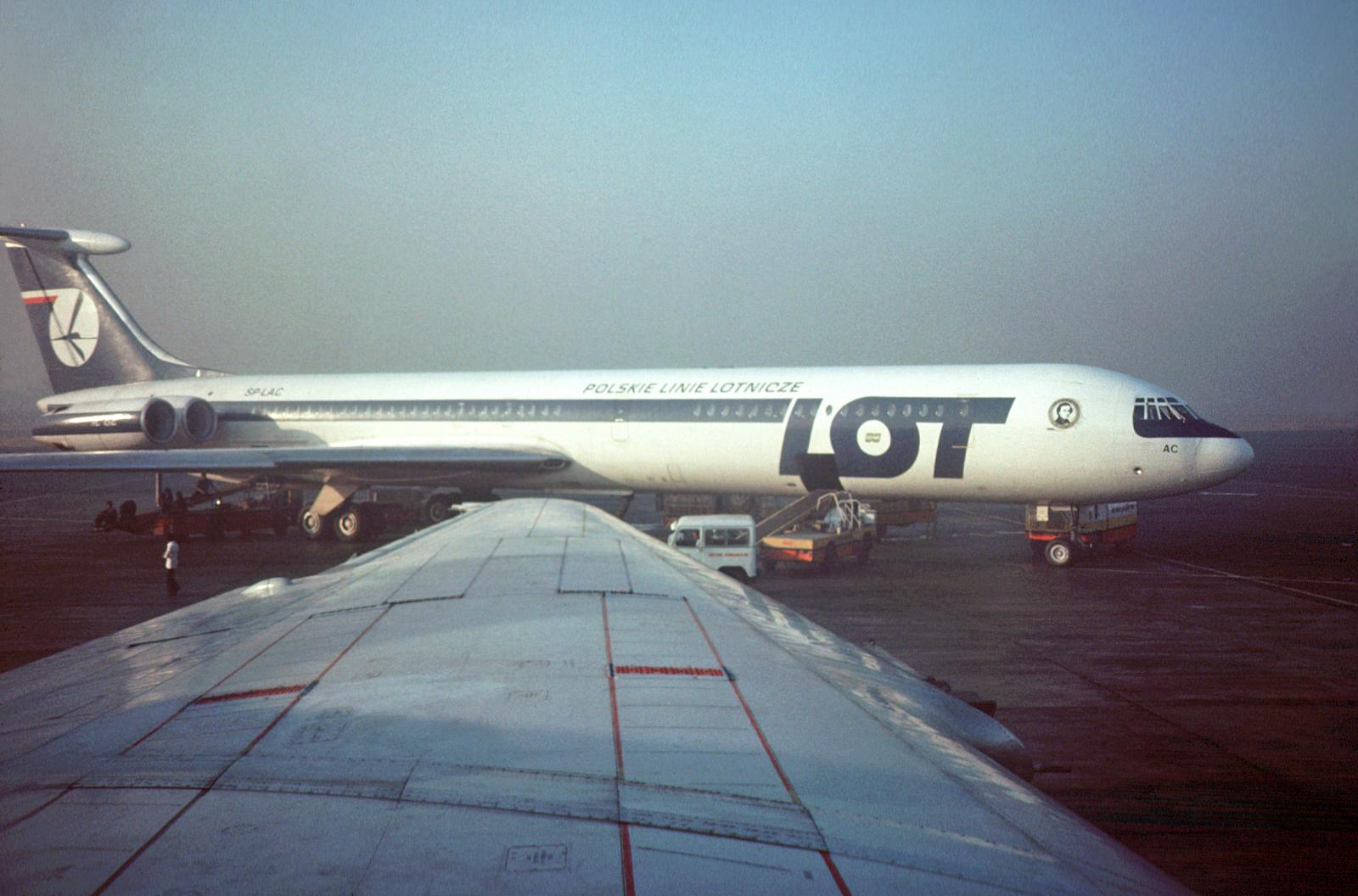
Un Ilyushin Il-62 al Cairo nel 1979.

Nel 1977 venne introdotta l'attuale livrea (nonostante piccole modifiche, in particolare nella tipografia) progettata da Roman Duszek e Andrzej Zbrożek.
Nell'autunno del 1981, il traffico aereo commerciale in Polonia si avvicinò al collasso sulla scia della repressione del governo comunista sui dissidenti nel paese dopo l'ascesa del movimento Solidarność; alcune compagnie aeree occidentali sospesero i voli per Varsavia. Con la dichiarazione di Legge Marziale del 13 dicembre dello stesso anno, tutti i collegamenti della LOT furono sospesi. I voli charter per New York e Chicago ripresero solo nel 1984 e, alla fine, i collegamenti aerei regolari furono ripristinati il 28 aprile 1985. Furono acquisiti alcuni Tupolev Tu-154 dopo il ritiro degli Il-18 e Tu-134 negli anni ottanta e furono schierati successivamente sulla maggior parte delle rotte europee e mediorientali. Nel 1986, i voli charter transatlantici raggiunsero anche Detroit e Los Angeles.

### Dopo il 1989

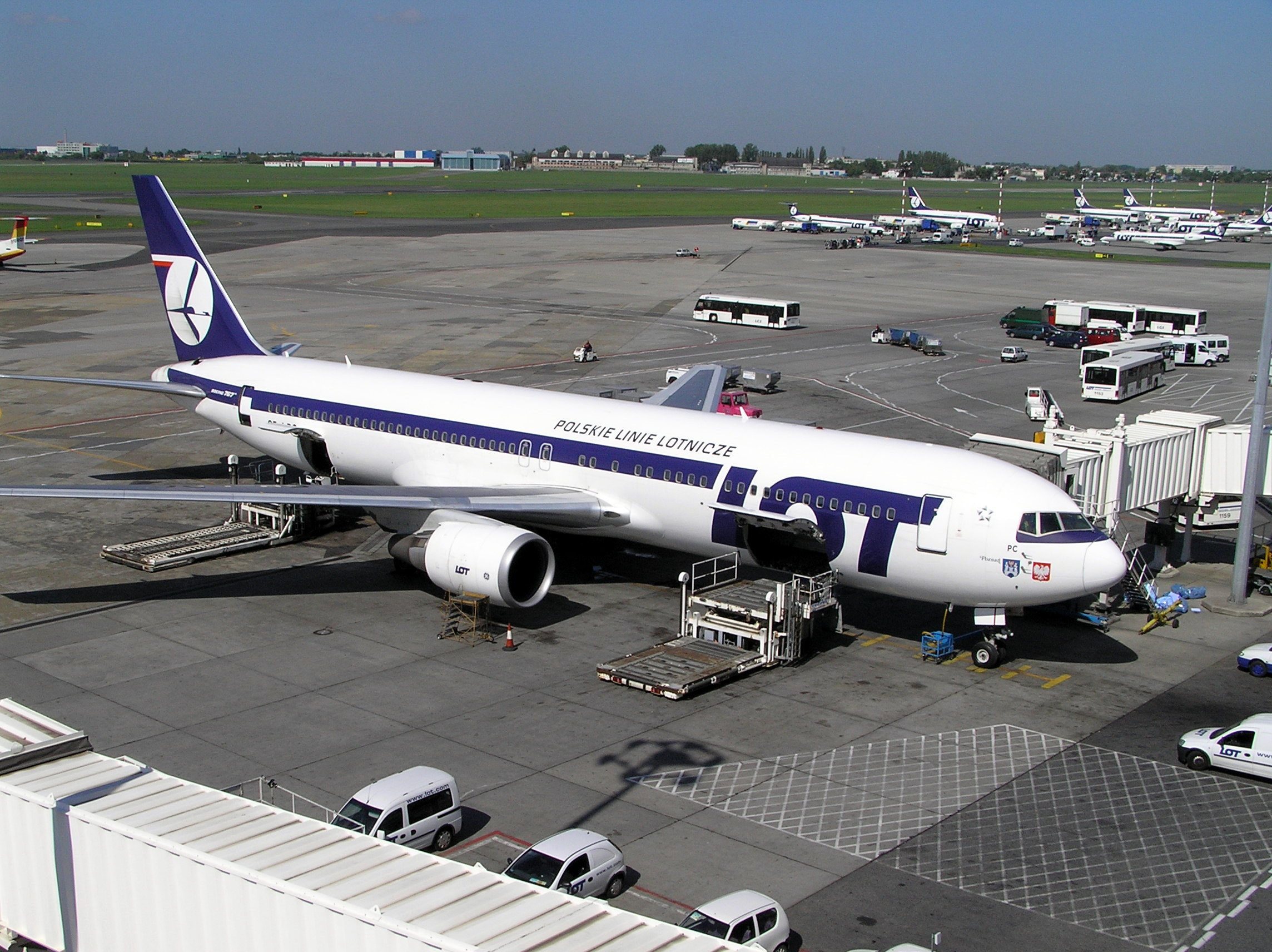
L'acquisizione da parte di LOT dei Boeing 767 a lungo raggio le ha permesso di riposizionarsi come compagnia aerea internazionale.

Dopo la caduta del sistema comunista in Polonia nel 1989, nella flotta cominciarono a essere integrati aerei occidentali, iniziando con l'acquisizione del Boeing 767-200 nell'aprile 1989, seguiti dai Boeing 767-300 nel marzo 1990, dagli ATR 72 nell'agosto 1991, dai Boeing 737-500 nel dicembre 1992 e infine dai Boeing 737-400 nell'aprile 1993. Dalla metà degli anni ottanta all'inizio degli anni novanta, LOT volava da Varsavia a Chicago, Edmonton, Montreal, Newark, New York e Toronto. Queste rotte furono inaugurate principalmente per servire le grandi comunità polacche presenti in Nord America.
LOT è stata tra le prime compagnie aeree dell'Europa centrale a operare con aerei americani quando è stato introdotto il Boeing 767, utilizzato per operare il collegamento più lungo in assoluto della compagnia, ovvero quello verso Singapore. Alla fine del 1989, LOT era molto cresciuta: aveva ospitato il congresso IATA di quell'anno e raggiunto un fattore di carico annuale fondamentale di 2,3 milioni di passeggeri trasportati.
Nel 1990, il terzo Boeing 767-300 di LOT atterrò all'aeroporto Chopin di Varsavia. Non molto tempo dopo vennero acquisiti Boeing 737 e ATR 72, con cui la compagnia iniziò a operare verso nuove destinazioni internazionali come Kiev, Lviv, Minsk e Vilnius. Subito dopo, nel 1993, LOT iniziò ad espandere le sue operazioni in Europa occidentale, inaugurando, in rapida successione, voli per Oslo, Francoforte e Düsseldorf; anche le operazioni negli altri aeroporti regionali polacchi al di fuori di Varsavia vennero debitamente ampliate in questo periodo.
Nel 1994, la compagnia firmò un accordo di code sharing con American Airlines sui voli da e per Varsavia e sui voli tra Stati Uniti e Polonia operati da entrambe le compagnie; furono inaugurati i voli per Salonicco, Zagabria e Nizza e, secondo un rapporto IATA, quell'anno LOT aveva la flotta più giovane di qualsiasi compagnia aerea al mondo. Dopo anni di pianificazione, nel 1997 LOT creò una compagnia aerea gemella, EuroLOT, che, operando essenzialmente come controllata regionale, rilevò i voli nazionali. Nel 1999, LOT aveva acquistato una serie di piccoli jet regionali, gli Embraer 145, per espandere la sua flotta a corto raggio e, con l'approvazione del ministro del Tesoro, aveva avviato un processo di vendita di azioni alla società svizzera SAirGroup Holding; questo portò poi all'incorporazione della compagnia aerea nell'allora nascente Qualiflyer Group.

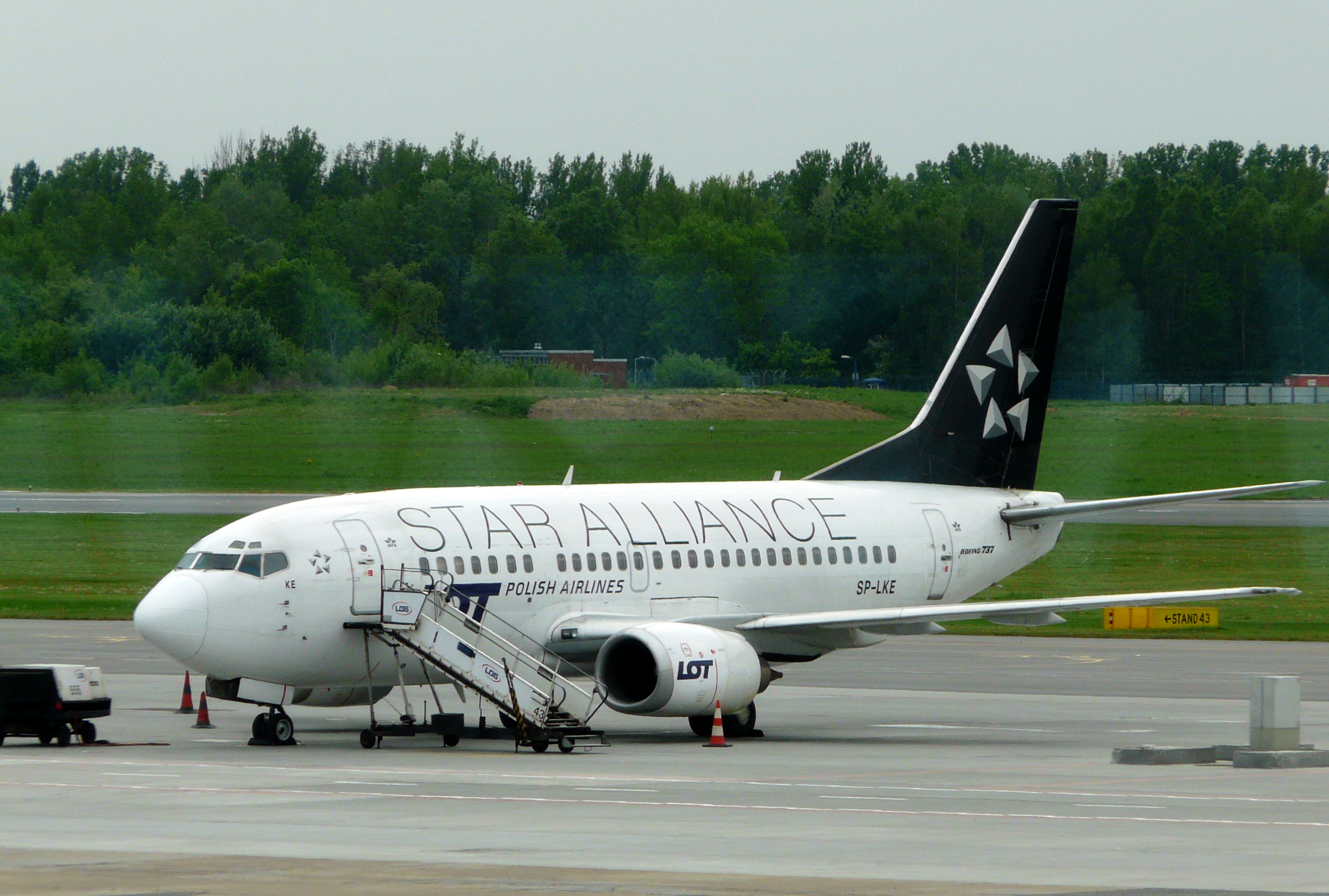
LOT entrò a far parte della Star Alliance nell'ottobre 2003.

L'espansione della rete di rotte di LOT continuò all'inizio degli anni 2000 e il potenziale dell'hub presso l'aeroporto Chopin di Varsavia di diventare un importante aeroporto di transito si realizzò con sempre più successo. Nel 2000, LOT prese in consegna il suo ordine più grande di sempre di 11 aeromobili e nel 2001 aveva raggiunto la cifra fondamentale di 3 milioni di passeggeri trasportati in un anno; tale espansione portò alla ricostruzione di gran parte dell'infrastruttura terrestre di LOT e nel 2002 venne aperta una nuova sede centrale a Varsavia. Il 26 ottobre 2003, LOT, dopo il crollo del Qualiflyer Group, divenne il 14° membro della Star Alliance.
LOT creò la sussidiaria a basso costo Centralwings nel 2004; tuttavia, la società venne sciolta e reincorporata in LOT dopo soli cinque anni di attività a causa della sua non redditività a lungo termine e del desiderio di LOT di ridistribuire gli aeromobili all'interno della sua flotta.

### Sviluppi recenti
Nel 2008, LOT ha aperto un nuovo volo per Pechino, che però durò appena un mese, nel periodo precedente le Olimpiadi. La ragione del mancato proseguimento di questo servizio è stata data dalla necessità di dirottare gli aerei attraverso un corridoio aereo a sud del Kazakistan (poiché LOT non aveva il permesso per i voli sopra la Siberia dal governo russo) che stava rendendo i servizi troppo lunghi e quindi non redditizi.
LOT ha avviato nuovi servizi per Erevan (Armenia), Beirut (Libano) e ha ripreso Tallinn (Estonia), Kaliningrad (Russia), Göteborg (Svezia) e Bratislava (Slovacchia), con i suoi Embraer di nuova acquisizione nell'estate 2010, e nell'ottobre dello stesso anno ha ripreso i servizi per l'Asia, con tre voli settimanali sulla rotta Varsavia-Hanoi. Inoltre sono stati inaugurati nuovi collegamenti per Tbilisi, Damasco e Il Cairo.

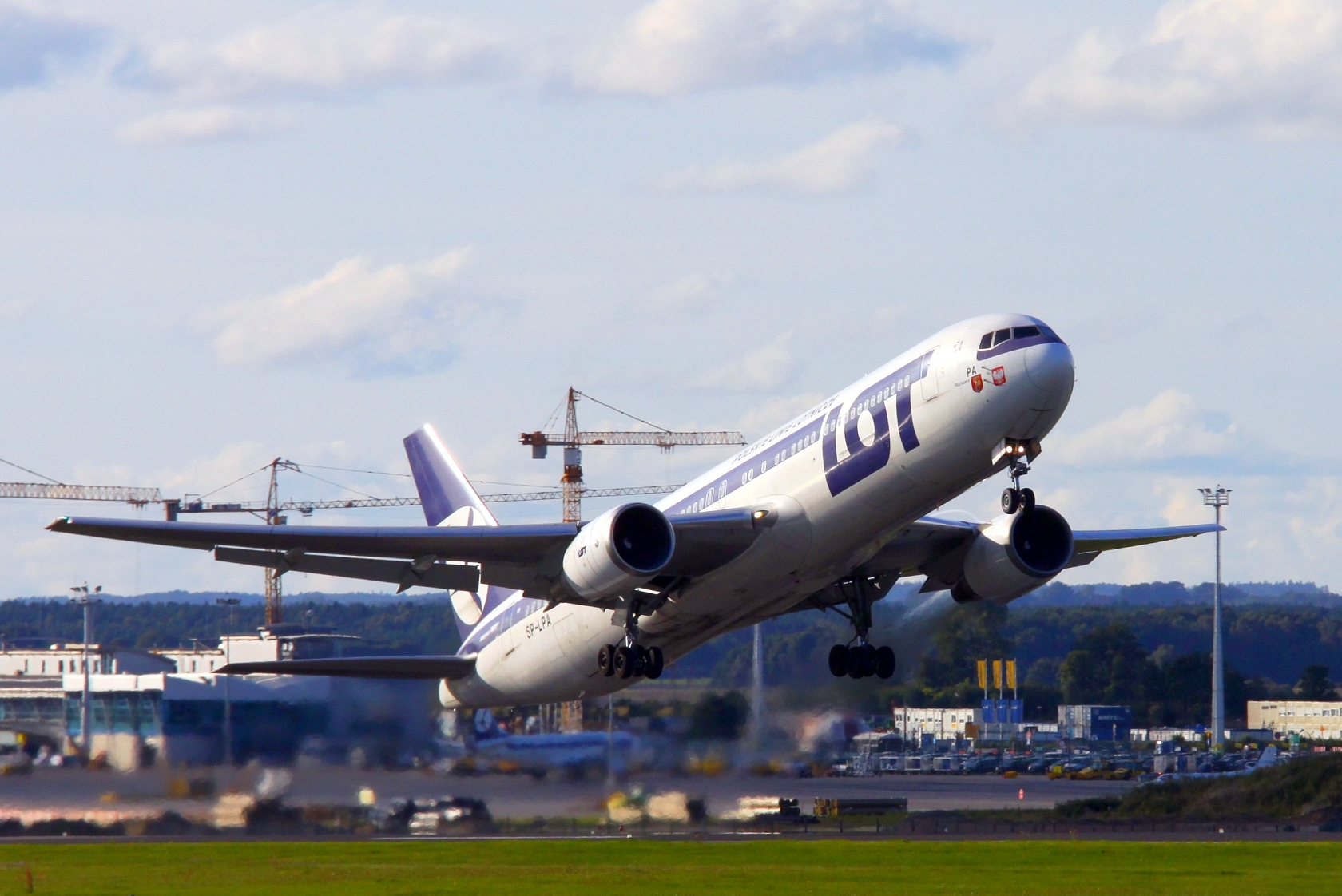
Un Boeing 767-300 in partenza da Gdańsk nel 2010.

Nel 2010 ha cancellato i voli, dopo 14 anni di attività, tra Cracovia e le destinazioni statunitensi di Chicago e New York, adducendo problemi di redditività e mancanza di domanda. L'ultimo volo USA-Cracovia è partito il 27 ottobre 2010 da Chicago O'Hare. Gli aerei precedentemente utilizzati su questa rotta sono stati quindi ridistribuiti per servire la rotta Varsavia-Hanoi. Questa rotta per Hanoi (la capitale vietnamita) è stata ampiamente sottoutilizzata dai vettori europei e all'inizio ha avuto molto successo per LOT.
Il 31 maggio 2010, il CEO Sebastian Mikosz ha dichiarato che la compagnia aerea avrebbe iniziato a modernizzare la sua flotta. La sostituzione è iniziata con gli Embraer 170/175. Per le operazioni nazionali, LOT ha acquistato i Bombardier Q400.
Il 5 febbraio 2011, il nuovo CEO Marcin Piróg ha annunciato che la compagnia aerea stava valutando l'apertura di servizi per Baku, Sochi, Stoccarda, Oslo, Göteborg, Dubai, Kuwait e Ostrava dal suo hub di Varsavia nel prossimo futuro. I voli precedentemente programmati per Donetsk, in Ucraina, erano già stati inaugurati, così come Tokyo, e la ripresa dei voli per Pechino. Ciò è diventato possibile dopo la conclusione di un accordo sui permessi di sorvolo siberiani per LOT da parte dei governi polacco e russo nel novembre 2011. Come risultato del nuovo accordo, LOT ha ricevuto nuovi slot di decollo e atterraggio all'aeroporto Internazionale Sheremetyevo di Mosca. Sebbene in ritardo rispetto ai piani originali, LOT ha iniziato i voli per Tokyo il 13 gennaio 2016.

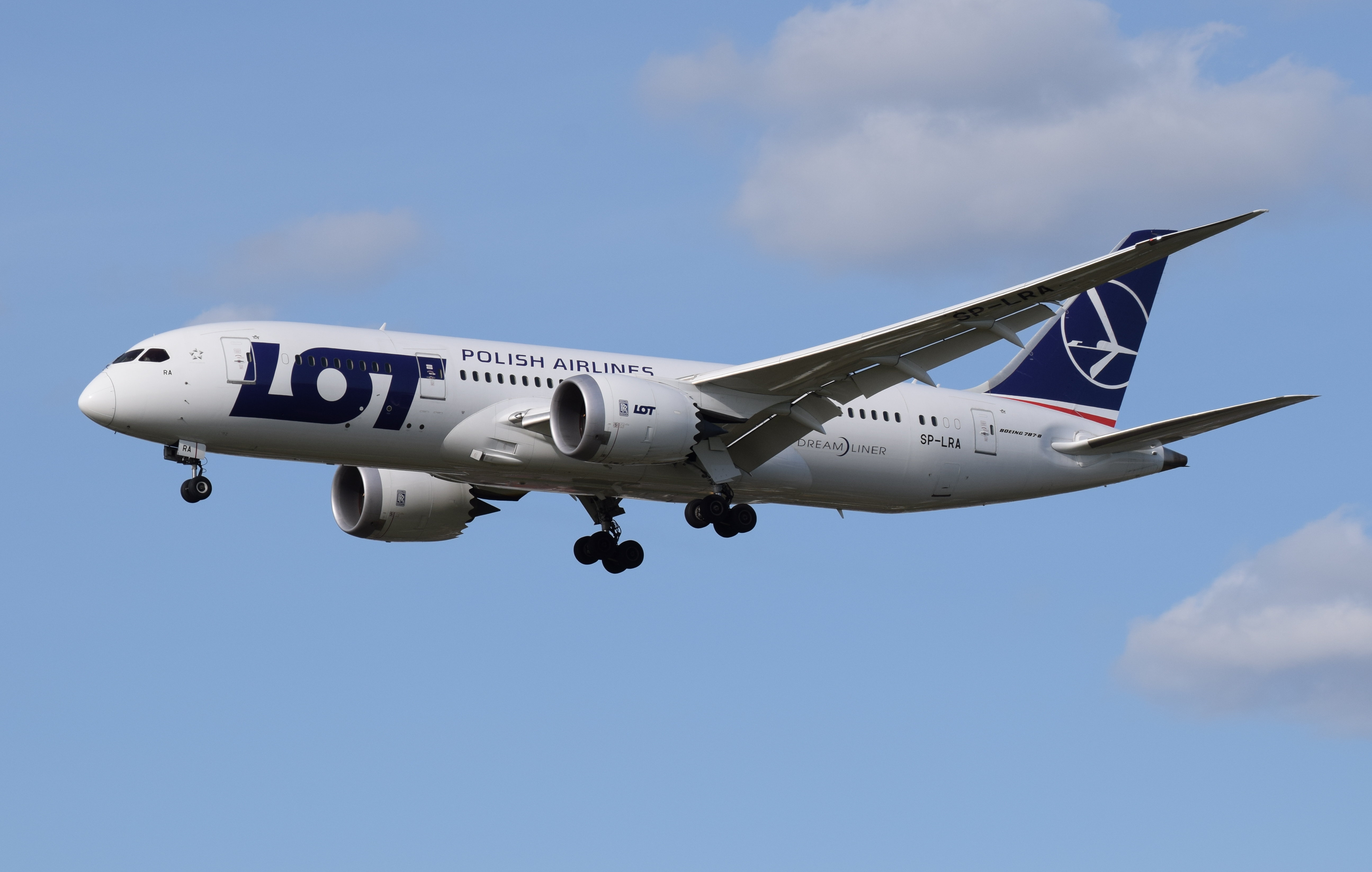
Un Boeing 787 in arrivo a Londra nel 2015.

Nel 2010/11 ha annunciato la sua nuova politica di espansione delle rotte "East meets West" ("L'Est incontra l'Ovest"), che ha visto la compagnia aggiungere diverse nuove destinazioni asiatiche al suo programma. La politica mirava a sfruttare le prospettive di LOT come compagnia aerea di transito e la sostanziale crescita dei passeggeri osservata negli ultimi anni sui voli Europa-Asia. Inoltre, in linea con questa politica, LOT ha introdotto la classe economica premium su tutti i Boeing 787.
Nel giugno 2012, LOT ha annunciato che tutti i servizi per New York sarebbero stati centralizzati da Newark e dal Terminal 4 JFK al Terminal 1 JFK a partire da ottobre 2012. Avrebbe inoltre stipulato un accordo di code share con JetBlue per aumentare il numero di collegamenti successivi disponibili per i suoi clienti. Nel luglio 2012 è stato annunciato che la vendita pianificata di una quota importante della compagnia aerea a Turkish Airlines non sarebbe andata avanti. Il problema principale era l'impossibilità di Turkish Airlines di possedere una quota di maggioranza in quanto società non dell'Unione Europea.
Nel mezzo di un piano di ristrutturazione che ha visto la compagnia aerea tornare alla redditività per la prima volta in sette anni, una conferenza stampa del 22 giugno 2015 ha rivelato dettagli sulle prospettive future. Questi includono il ripristino delle rotte rinunciate nell'ambito delle sanzioni dell'UE imposte a seguito degli aiuti del governo polacco concessi per garantire la sopravvivenza della compagnia, nonché nuove rotte a lungo raggio verso l'Asia e il Nord America.
Air Lease Corporation ha confermato il 13 ottobre 2016 il posizionamento di sei Boeing 737 MAX 8 a LOT e le opzioni per il noleggio di altri cinque aerei dello stesso tipo. I piani a lungo raggio hanno visto l'aggiunta di ulteriori Boeing 787, portando il totale a 15.
A maggio 2018, LOT Polish Airlines ha iniziato voli di linea dall'esterno della Polonia iniziando con rotte a lungo raggio per New York e Chicago dall'aeroporto di Budapest in Ungheria. A maggio 2019 ha iniziato a volare dalla capitale lituana Vilnius all'aeroporto di London City e due mesi dopo dalla capitale estone Tallinn a Bruxelles e Stoccolma. Gli ultimi due voli sono stati sospesi all'inizio del 2020 a causa della pandemia di coronavirus.
Il 24 gennaio 2020, il proprietario di LOT, il Polish Aviation Group (Polska Grupa Lotnicza o PGL) ha annunciato che avrebbe acquisito Condor Flugdienst. Il 2 aprile 2020 è stato annunciato che la vendita era fallita.
La compagnia ha temporaneamente sospeso le operazioni il 15 marzo 2020 a causa della pandemia di COVID-19 e i voli nazionali sono ripresi solo il 1º giugno 2020, mentre quelli internazionali su base molto limitata il 1º luglio 2020.
Nel luglio 2021, LOT Polish Airlines ha annunciato di aver registrato una perdita netta di 365,2 milioni di dollari nel 2020.

## Identità aziendale

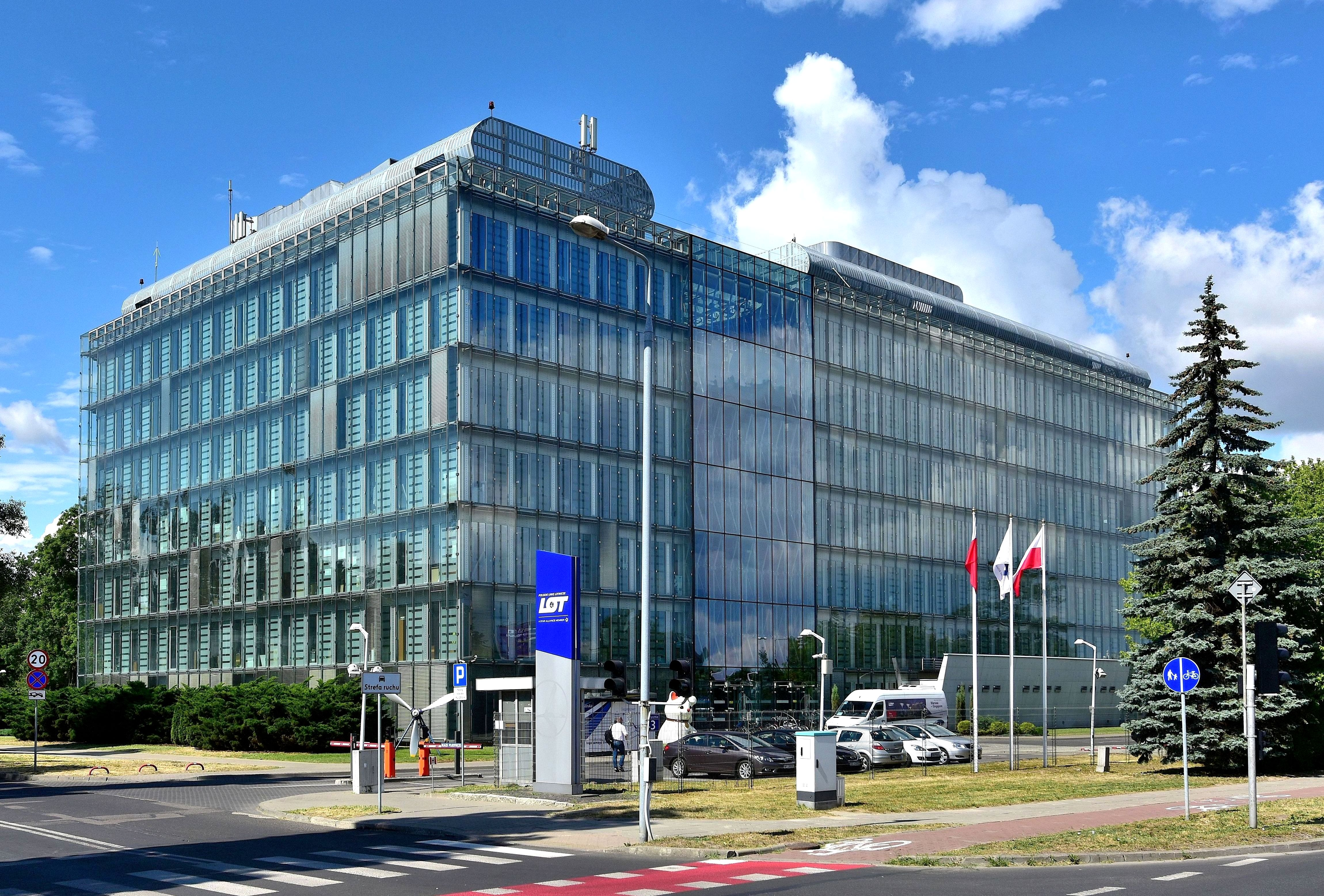
La sede di LOT a Varsavia.

### Privatizzazione

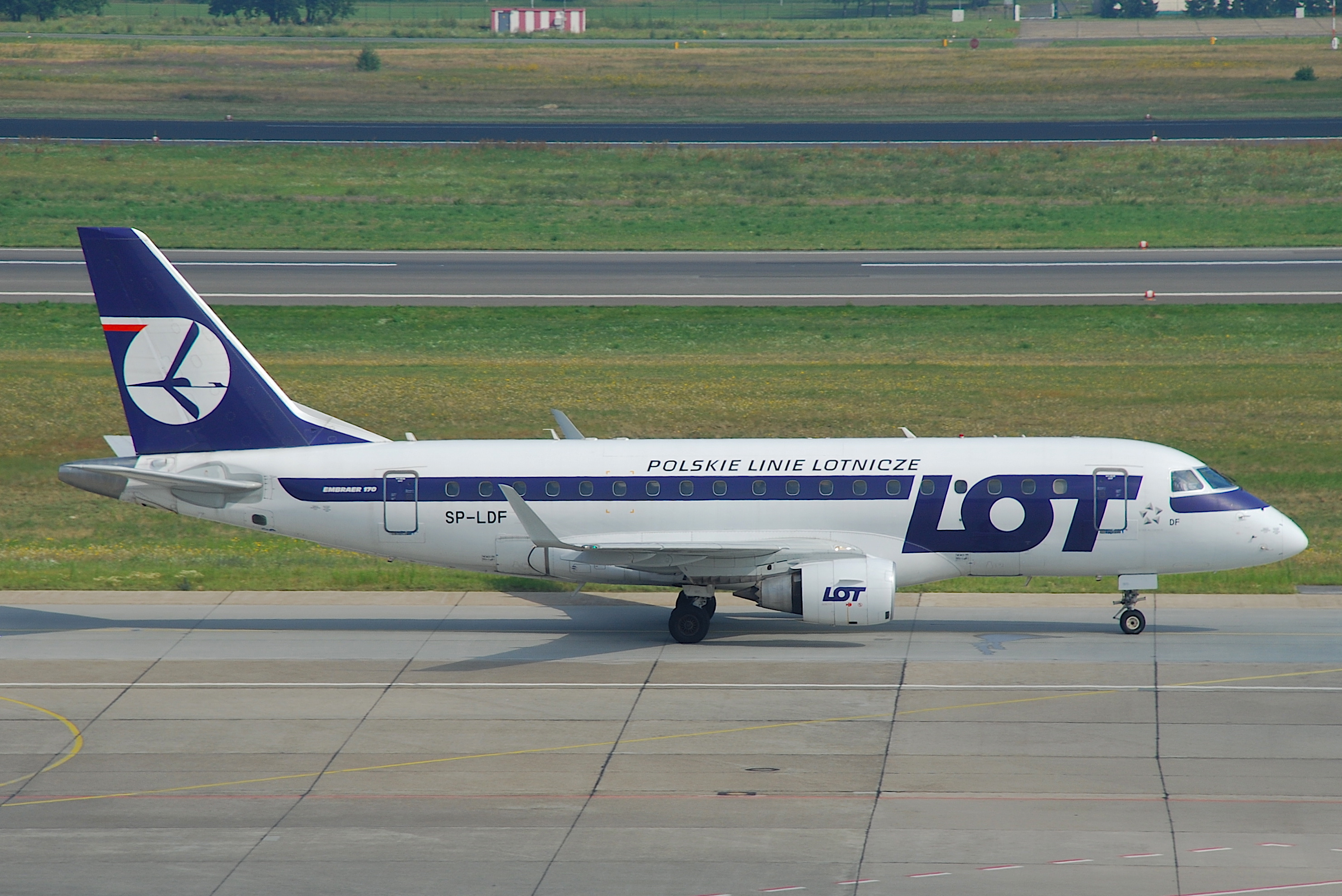
Un Embraer 170 nel 2007.

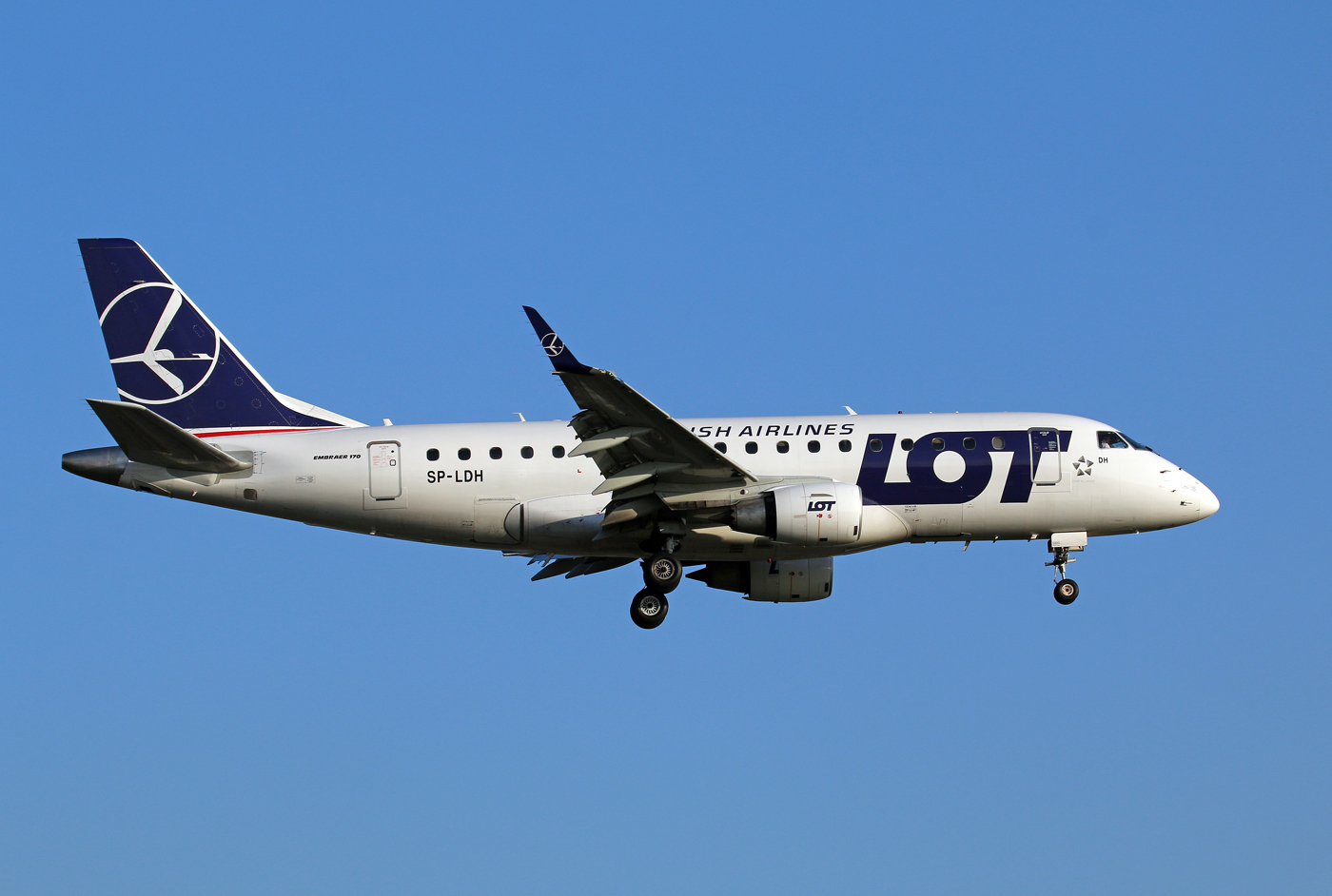
Un Embraer 170 nella nuova livrea introdotta nel 2011.

Al 2022, la compagnia aerea è interamente di proprietà del Polish Aviation Group (in polacco: Polska Grupa Lotnicza SA), una holding statale polacca.
LOT doveva essere privatizzata nel 2011. Sebbene fossero stati avviati colloqui avanzati con Turkish Airlines, un accordo non si concretizzò mai. Ciò fu dovuto in gran parte all'incapacità di Turkish Airlines, in quanto compagnia aerea non UE, di acquistare la maggioranza della compagnia aerea. LOT perse 145,5 milioni di złoty (PLN) nel 2011, rispetto a una perdita di 163,1 milioni di PLN nel 2010.

LOT ha visto un ritorno alla redditività nel 2016. I profitti hanno portato l'allora ministro delle finanze Mateusz Morawiecki (PiS) a suggerire che fossero il risultato delle politiche del suo governo, accusando il precedente della Piattaforma Civica di stare portando la compagnia al fallimento o a una "privatizzazione accelerata".

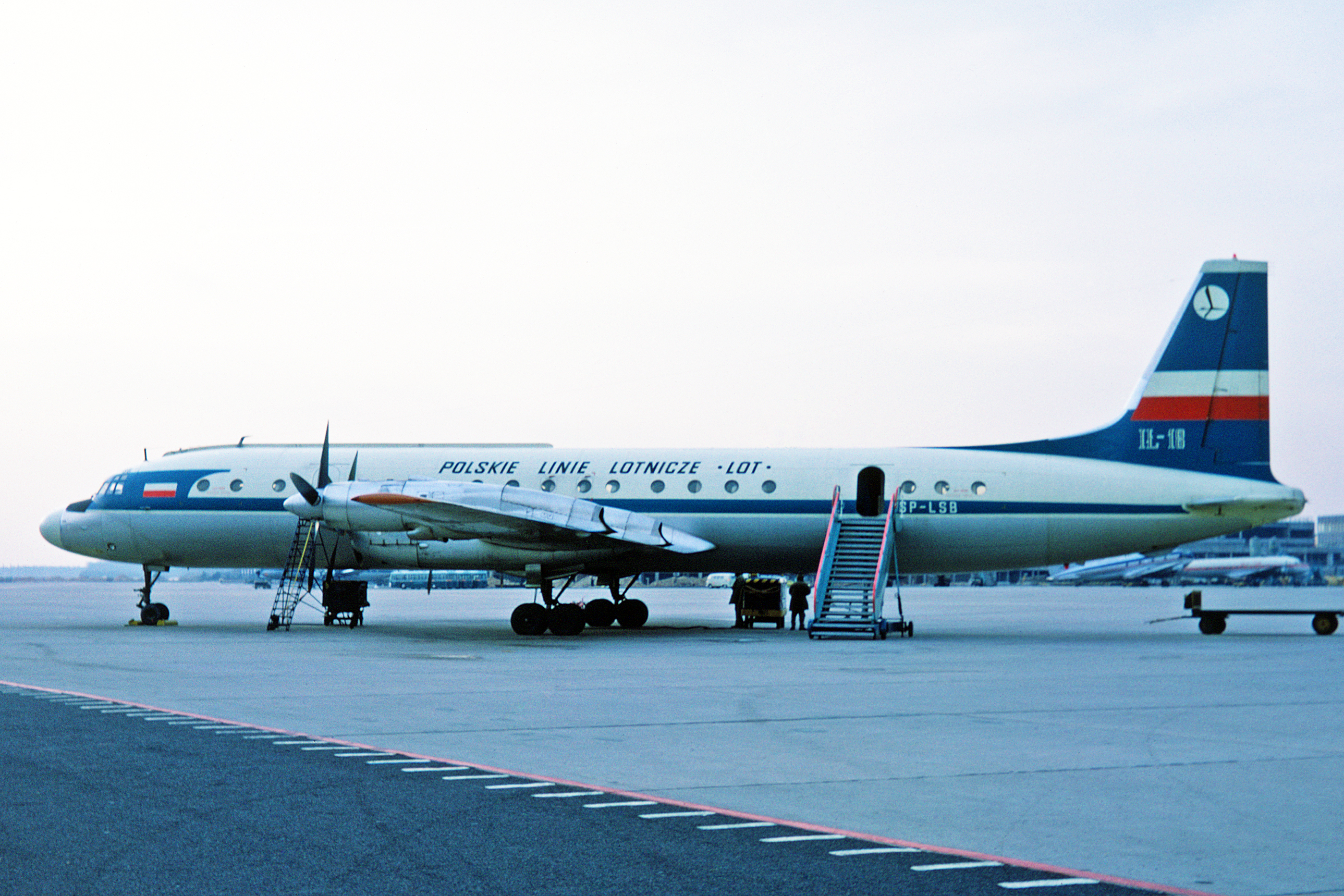
Un Il-18 nella livrea pre-1970.

### Livrea

#### 1939-1939, 1946-1956
Gli aerei presentavano un colore argentato, con un logo di una gru nera sulla coda e una piccola scritta nera: POLSKIE LINIE LOTNICZE „LOT" sotto o sopra la linea dei finestrini. Prima del 1939 c'era anche una scritta "LOT" sopra il portellone principale.
Alla fine degli anni quaranta venne aggiunta la bandiera polacca bianca e rossa sul timone. Dall'inizio degli anni cinquanta, una sottile cheatline blu fu introdotta sotto la linea dei finestrini, che iniziava con un uccello stilizzato dipinto sulla parte anteriore. Alcuni aerei volavano ancora con gli schemi militari risalenti alla seconda guerra mondiale (verde e azzurro o verde oliva e grigio).

#### 1956-1976
Questa livrea presentava un'ampia cheatline blu sulla linea dei finestrini, con la fusoliera di colore bianco sopra la cheatline e non verniciata sotto. Le prime versioni di questa livrea presentavano anche sottili strisce blu sopra e sotto la cheatline e una coda bianca, con il logo di una piccola gru nera e una bandiera polacca di medie dimensioni sul timone. Sopra la cheatline c'era una scritta nera in corsivo: POLSKIE LINIE LOTNICZE »LOT«. C'era anche una lunga gru stilizzata nera sotto la cabina di pilotaggio sulla maggior parte degli aerei. All'inizio degli anni sessanta, lo schema venne modernizzato e prevedeva una cheatline blu senza strisce superiori e inferiori. La bandiera polacca era molto più grande sulla coda, mentre il logo della gru era sopra la bandiera, in un cerchio bianco. C'era anche un'altra bandiera polacca sulla cheatline, dietro la cabina di pilotaggio. Sugli Il-18 e Il-62, la cheatline era più stretta, al di sotto della linea dei finestrini.

#### 1977-2010
L'iconica livrea di LOT è stata introdotta nel 1977 e da allora non ha subito modifiche sostanziali. La livrea è essenzialmente uno schema prevalentemente bianco con alcuni elementi di colore blu. Questi ultimi erano visibili nel design sotto il parabrezza della cabina di pilotaggio, la lunga cheatline dipinta lungo i lati della fusoliera e il grande logo tradizionale che è blasonato sul piano di coda.

#### 2011-presente
Con la consegna dei nuovi Boeing 787 nel 2011/12, LOT ha introdotto una nuova livrea. Questo design aveva lo scopo di mantenere la tradizione e lo spirito di LOT senza apportare modifiche importanti o radicali alle livree già applicate. La striscia blu e l'ampia cheat-line sono state rimosse; il titolo "POLSKIE LINIE LOTNICZE" è stato sostituito con le parole "POLISH AIRLINES". Il design di coda è stato modificato solo leggermente, con i colori del tradizionale logo della gru circondata da cerchi invertiti e il cerchio che è diventato un anello di contorno più semplice.

### Nomi degli aeromobili
Gli Ilyushin Il-62 prendevano il nome da personaggi famosi polacchi, con il primo denominato Mikołaj Kopernik. I cinque Boeing 767 ordinati da Boeing presero il nome dalle città polacche. I 767 usati e noleggiati a breve termine non hanno mai ricevuto nomi. Questa pratica è stata interrotta all'arrivo dei Boeing 787 e all'introduzione della nuova livrea nel 2011.

## Servizi

### Miles & More
LOT utilizza il programma frequent flyer di Lufthansa, chiamato Miles & More. I soci Miles & More possono accumulare miglia sui voli LOT e sui voli dei partner di Star Alliance, nonché tramite carte di credito LOT e acquisti effettuati nei negozi LOT Polish Airlines. Lo stato all'interno di Miles & More è determinato dalle miglia percorse durante un anno solare con partner specifici. I livelli di iscrizione includono Basic (nessuna soglia minima), Frequent Traveller (Argento, soglia di 35.000 miglia), Senator (Oro, soglia di 100.000 miglia) e HON Circle (Black, soglia di 600.000 miglia in due anni solari). Tutti i livelli di status Miles & More non di base offrono l'accesso alla lounge e miglia bonus executive, mentre i livelli superiori offrono vantaggi più esclusivi.

### Polonez Lounge
LOT gestisce, in collaborazione con PPL (Polish State Airports), la Business Lounge "Polonez" dell'aeroporto Chopin di Varsavia. La lounge aeroportuale è accessibile a chiunque abbia un biglietto di business class per viaggiare con LOT o qualsiasi altra compagnia aerea membro di Star Alliance e a coloro che sono membri di un programma fedeltà Star Alliance "Gold" (come lo stato Miles & More Senator) o lo Stato polacco Programma "Good Start" dell'autorità aeroportuale. Alcuni esempi di servizi offerti ai passeggeri includono strutture per conferenze di lavoro, accesso a Internet, spazi di lavoro, media locali, nazionali e in lingua straniera (giornali e televisione) e accesso individuale a un iPad Apple. LOT ha anche aperto una Polonez Lounge all'aeroporto internazionale Ferenc Liszt di Budapest nel 2018.

## Destinazioni
Al 2022, LOT Polish Airlines opera voli di linea verso Armenia, Azerbaijan, Canada, Cina, Cuba, Europa, Georgia, India, Israele, Giappone, Kazakhstan, Libano, Sud Corea, Stati Uniti, Sri Lanka e Vietnam.

### Accordi commerciali

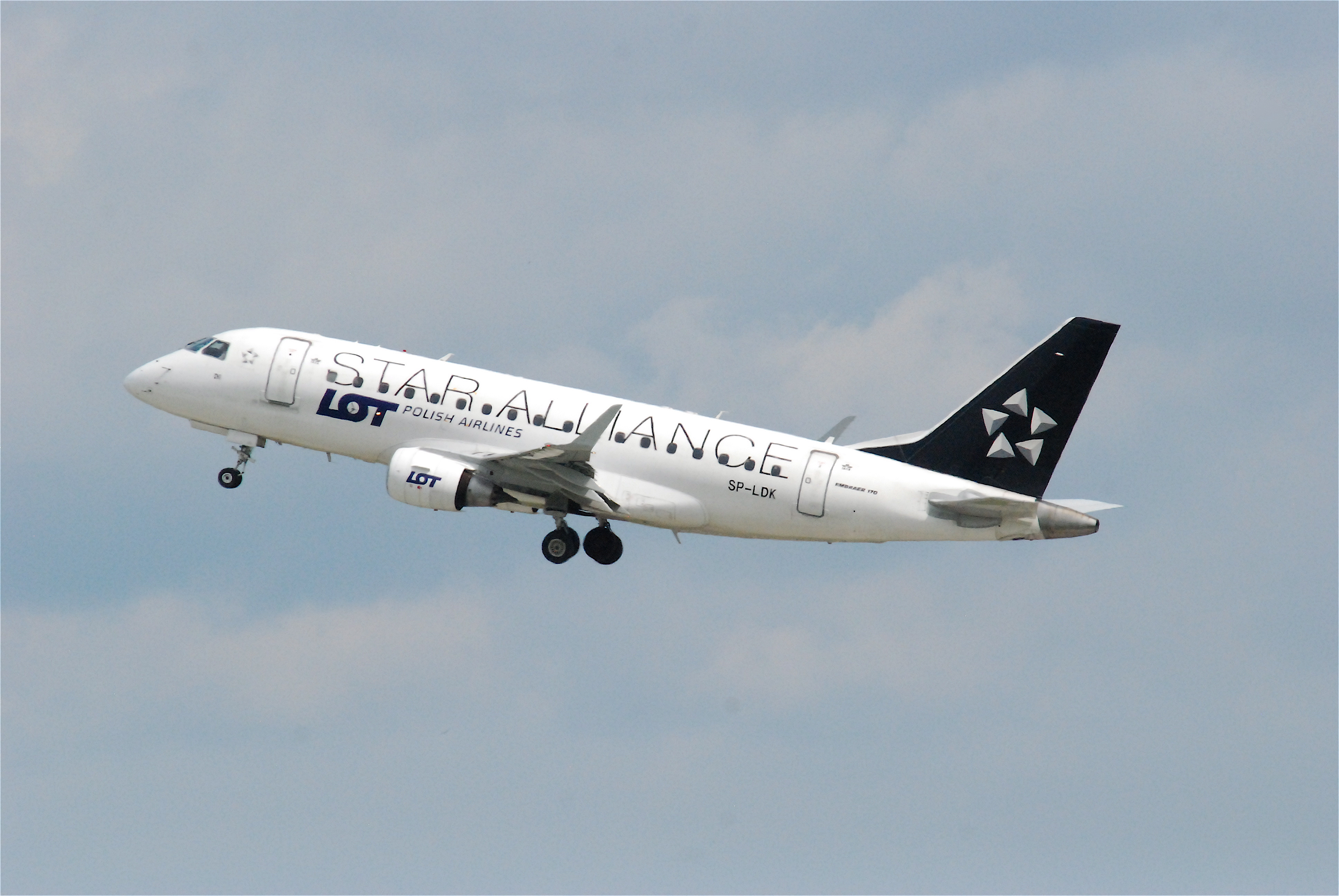
Un Embraer 170 di LOT Polish Airlines in livrea Star Alliance.

Al 2022 LOT Polish Airlines ha accordi di code-share con le seguenti compagnie:
- Aegean Airlines
- Aeroflot
- airBaltic
- Air Canada
- Air China
- Air India
- All Nippon Airways
- Asiana Airlines
- Austrian Airlines
- Belavia
- Croatia Airlines
- EgyptAir
- El Al
- Lufthansa
- Luxair
- Scandinavian Airlines
- Singapore Airlines
- Swiss International Air Lines
- TAP Air Portugal
- Turkish Airlines
- United Airlines

### Alleanze
Nel ottobre 2003 LOT Polish Airlines è entrata a far parte di Star Alliance.

## Flotta

### Flotta attuale

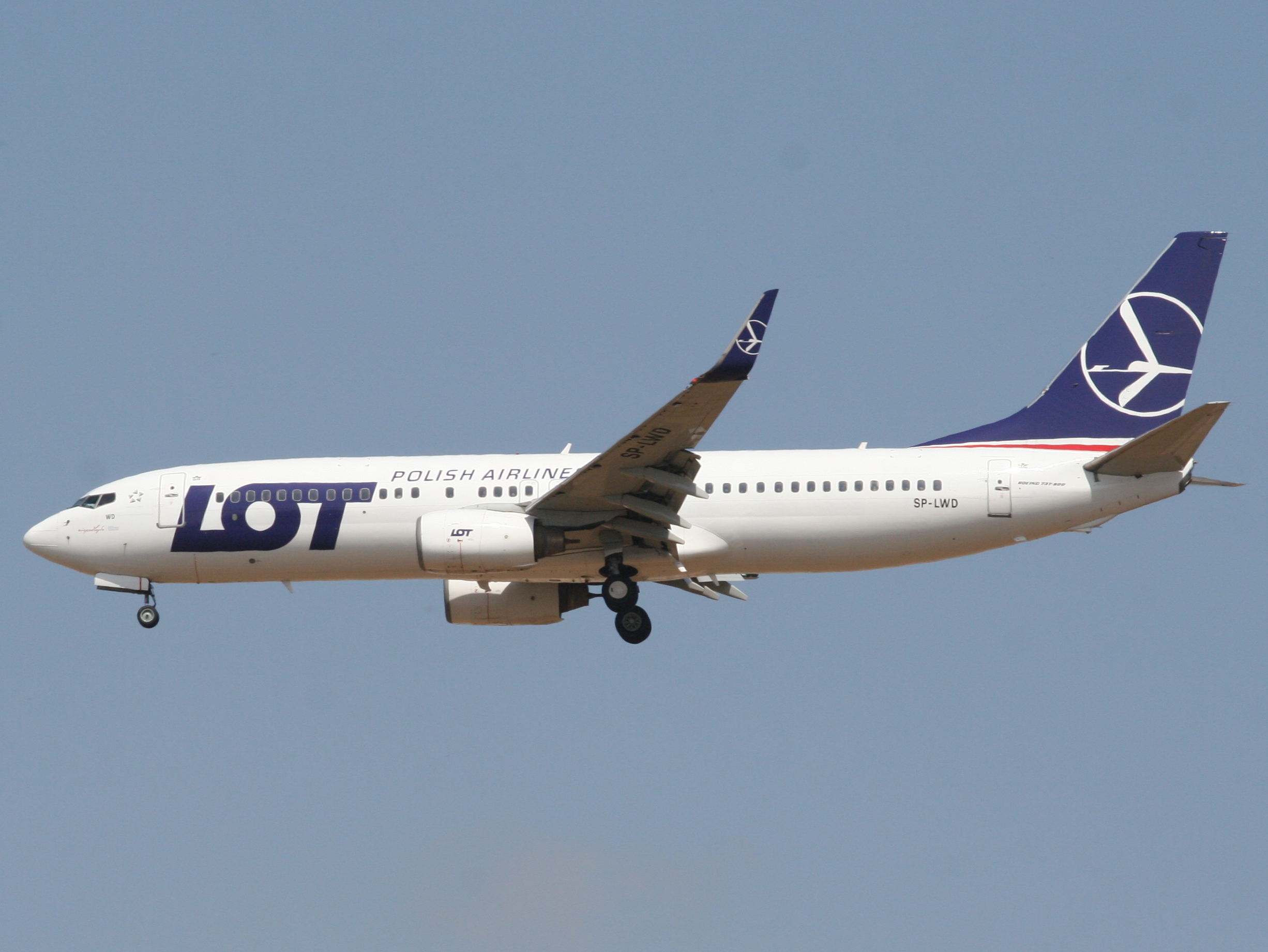
Un Boeing 737-800.

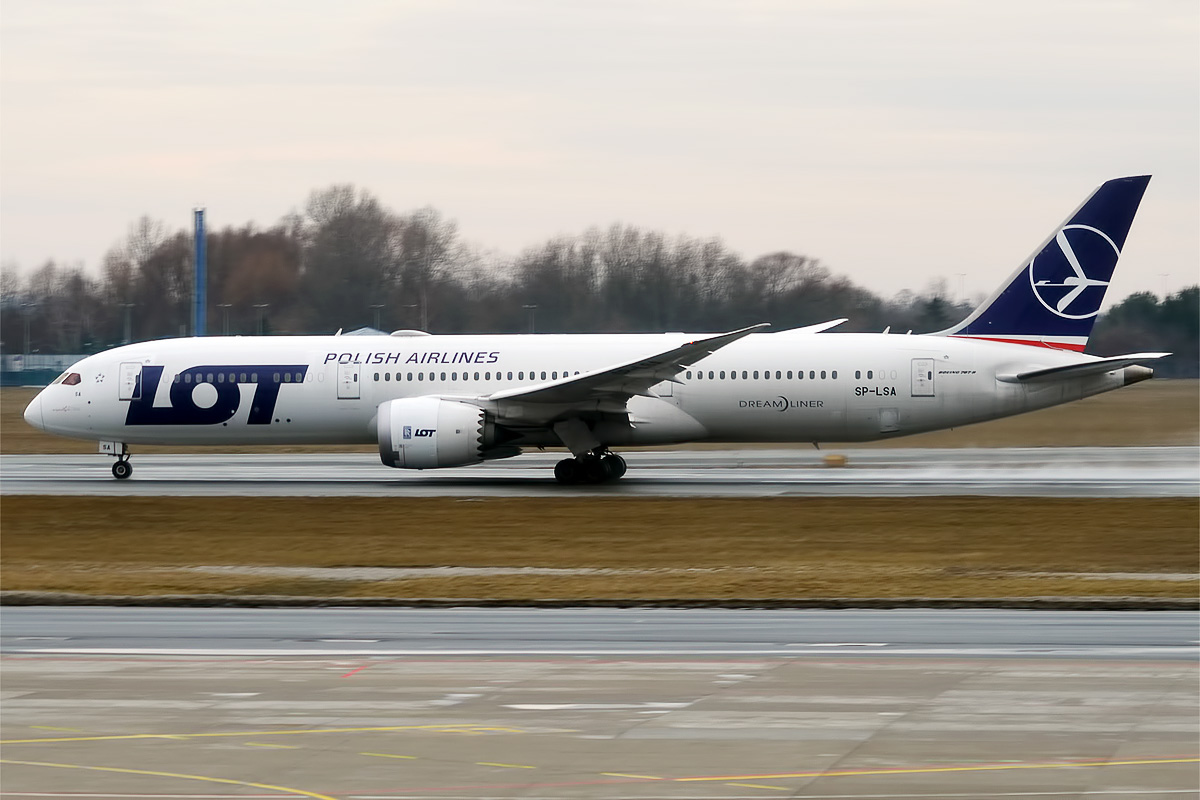
Un Boeing 787-9.

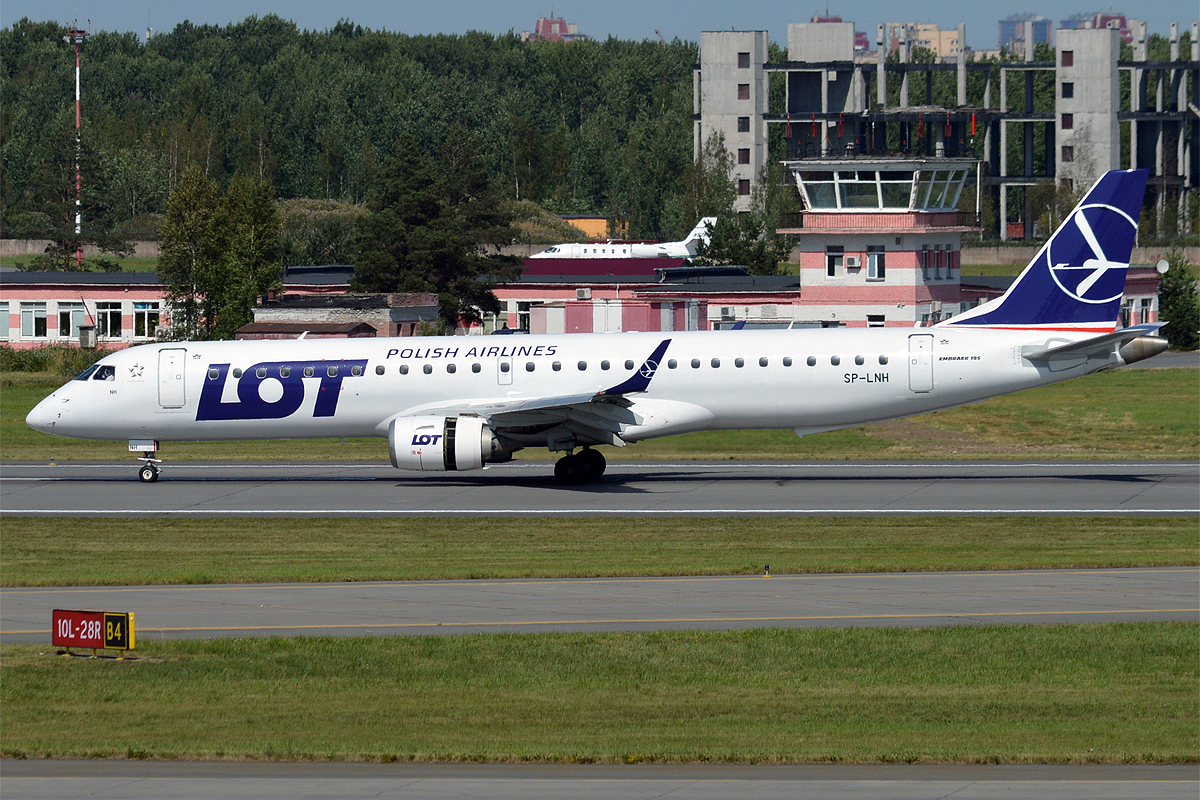
Un Embraer E-195.

Ad aprile 2025 la flotta di LOT Polish Airlines è composta dai seguenti aeromobili:

### Flotta storica
Oltre a vari aerei d'epoca e di origini sovietiche, LOT Polish Airlines operava in precedenza con i seguenti aeromobili:

## Incidenti
- Il 15 novembre 1951, il Lisunov Li-2 di marche SP-LKA finì contro alcune linee elettriche poco dopo il decollo mentre volava sopra Górki Duże, vicino a Tuszyn, schiantandosi al suolo e andando in fiamme. Tutti i 15 passeggeri e 3 membri dell'equipaggio a bordo morirono. Il comandante del volo era Marian Buczkowski, padre dell'attore polacco Zbigniew Buczkowski. La causa ufficiale del disastro venne attribuita alle cattive condizioni meteorologiche (nuvole basse e nebbia) e errori dei piloti.[37]
- Il 19 dicembre 1962, un Vickers Viscount della compagnia polacca si schiantò al suolo durante l'atterraggio dopo essere entrato in uno stallo aerodinamico. Non ci furono sopravvissuti tra i 33 a bordo.[38]
- Il 2 aprile 1969, il volo LOT Polish Airlines 165, operato da un Antonov An-24 tra Varsavia e Cracovia, si schiantò contro una montagna alle 16:08 ora locale (UTC+1) durante una tempesta di neve. Tutte le 53 persone (47 passeggeri e 6 membri dell'equipaggio) a bordo rimasero uccise.[39]
- Il 30 agosto 1978, il volo LOT Polish Airlines 165, operato da un Tupolev Tu-134, venne dirottato da alcuni criminali della Germania Est (RDT) che stavano cercando asilo politico nella Germania Ovest (FRG). L'aereo atterrò in tutta sicurezza e il principale dirottatore fu processato e condannato da una giuria della Germania Ovest nella Corte degli Stati Uniti appositamente convocata a Berlino e condannato a una pena scontata, avendo già passato in carcere nove mesi durante la custodia cautelare.[40]
- Il 14 marzo 1980, il volo LOT Polish Airlines 7, operato da un Ilyushin Il-62 tra New York e Varsavia con 87 persone a bordo, precipitò al suolo mentre si stava avvicinando alla capitale polacca dopo che il comandante aveva deciso di abortire l'atterraggio e tentare una riattaccata. Tutti gli 87 persero la vita. La causa fu la disintegrazione di uno dei dischi della turbina in uno dei motori dell'aereo, che aveva portato a un guasto non contenuto al motore. Successivamente si scoprì che il disco della turbina presentava dei difetti di fabbricazione.[41]
- Il 9 maggio 1987, il volo LOT Polish Airlines 5055, operato da un Ilyushin Il-62 tra Varsavia e New York con 183 persone a bordo, precipitò poco dopo il decollo. L'incidente avvenne nella riserva naturale di Kabaty Woods, nella periferia di Varsavia. Poco dopo la partenza per gli USA, il velivolo incontrò molteplici malfunzionamenti ai motori numero 1 e 2 e all'equilibratore. Tutti i 172 passeggeri e gli 11 membri dell'equipaggio a bordo morirono nell'incidente, quello con il maggior numero di vittime di un Ilyushin Il-62 e, ad oggi, il peggiore della storia polacca. Si determinò che l'incidente era stato causato dalla disintegrazione di un albero motore per la presenza di cuscinetti difettosi.[42]
- Il 2 novembre 1988, il volo LOT Polish Airlines 703, operato da un Antonov An-24 tra Varsavia e Rzeszów con 29 persone a bordo, si schiantò al suolo durante un tentativo di atterraggio in una tempesta di neve. L'aereo atterrò a un chilometro dalla pista; ci fu una vittima.[43]
- Il 1º novembre 2011, il volo LOT Polish Airlines 016, operato da un Boeing 767 tra Newark e Varsavia, effettuò con successo un belly landing all'aeroporto di Varsavia-Chopin, dopo che non era riuscito a estendere il carrello di atterraggio. Tutti i 231 a bordo sopravvissero senza ferite gravi. Subito dopo il decollo si era verificata una perdita in uno dei sistemi idraulici dell'aereo, con la conseguente perdita di tutto il fluido idraulico che alimentava il sistema primario del carrello di atterraggio.[44]